# Francisco de Biedma y Narváez
Francisco de Viedma y Narváez, né à Jaén en Espagne le 11 juin 1737 et mort à Cochabamba en Bolivie actuelle le 28 juin 1809, est un officier de marine et explorateur espagnol des XVIIIe et XIXe siècles. Il explore la côte de la Patagonie argentine et fonde plusieurs villes en 1779. Il est nommé gouverneur de la nouvelle Intendance de Cochabamba à partir de 1785.

## Biographie

### Explorateur en Patagonie
Viedma fait partie de l'expédition organisée par le vice-roi Juan José Vértiz et dirigée par Juan de la Piedra, dont l'objectif était la construction de forts et de colonies le longs des côtes de la Patagonie.
L'expédition quitte Montevideo le 15 décembre 1778 et arrive le 7 janvier 1779 dans le golfe San José, situé sur la côte nord de l'isthme de la péninsule Valdés, partie méridionale du grand golfe San Matías, sur la côte de la Patagonie argentine centrale. Le chef de l'expédition, Juan de la Piedra, établit une garnison qu'il place sous les ordres de Viedma pour se charger de la construction d'un établissement, nommé Fuerte de San José qui existera jusqu'en 1810.
Il mène à bien plusieurs missions de reconnaissance dans la région comprise entre la péninsule Valdés et l'embouchure du río Negro. Il organise également d'autres expéditions, l'une d'elles le conduit jusqu'à la baie de San Julián — sur la côte de l'actuelle province de Santa Cruz — et c'est à partir des informations obtenues lors de ce voyage qu'il rédige son rapport intitulé : « Descripción de la costa meridional del sur, llamada vulgarmente patagónica. » (en français : Description de la côte méridionale du sud, appelée vulgairement patagonne).

#### Fondateur de Viedma et de Carmen de Patagones

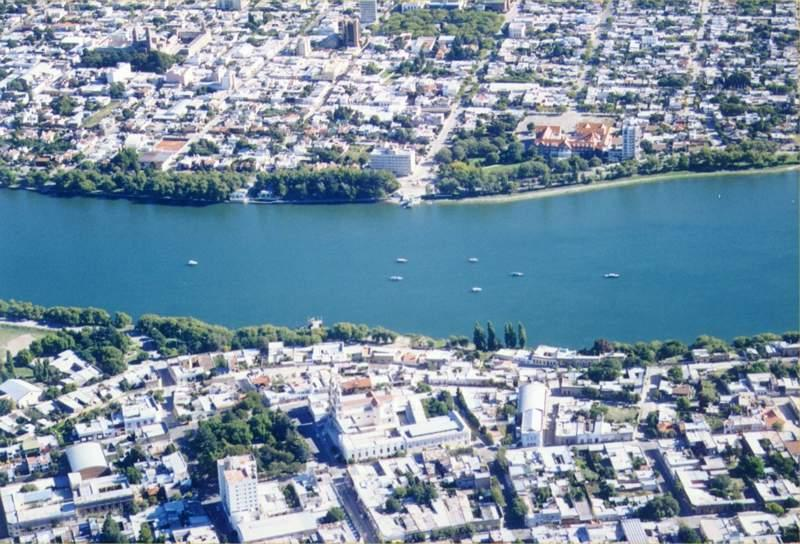
Vue aérienne de Viedma et Carmen de Patagones.

Francisco Viedma, en compagnie du marin et explorateur espagnol Basilio Villarino, ordonne la construction d'un fort entre le 22 et le 23 avril 1779, sur la rive droite du río Negro, et lui donne le nom de Mercedes de Patagones. La crue et le débordement du fleuve en juin de la même année contraignent les Espagnols à déplacer le fort, mais pas le village qui avait commencé à se former autour, ainsi que sur la rive gauche où le terrain était plus élevé. Le nouveau fort est nommé Carmen de Patagones. Ainsi, deux villages aux noms similaires avaient vu le jour à proximité de l'embouchure du río Negro. Le 21 octobre 1878, le premier gouverneur de la Patagonie, Álvaro Barros, décide que Mercedes de Patagones serait renommé Viedma en mémoire de son fondateur,.

### Gouverneur de Cochabamba
En juin 1785, il est nommé gouverneur de la nouvelle Intendance de Cochabamba (es) qui comprenait l'Intendance de Santa Cruz de la Sierra (es). Il meurt dans la ville de Cochabamba, où se trouve sa tombe.